# SIEL (métro de Paris)

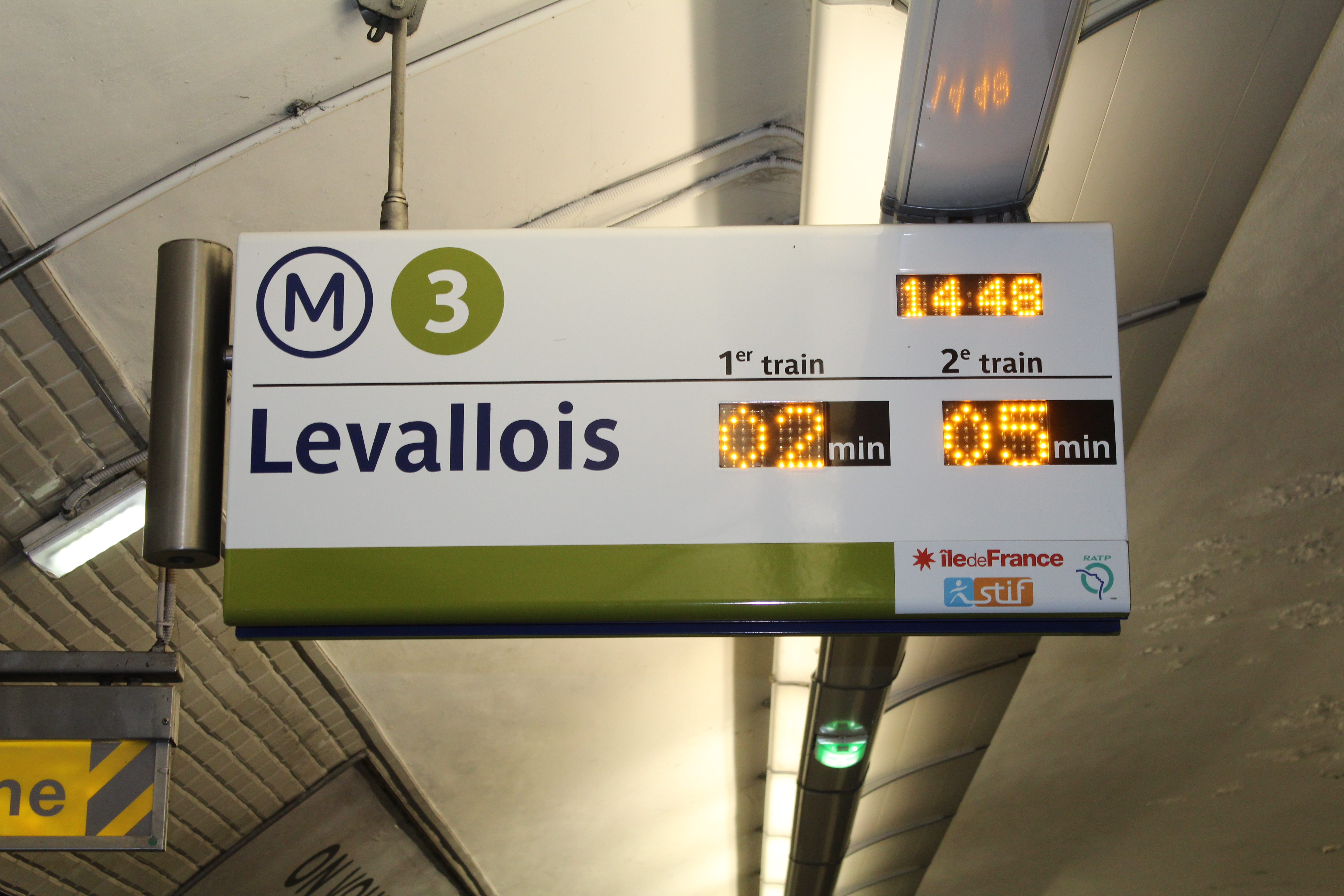
Panneau SIEL de première génération sur la ligne 3 du métro parisien.

SIEL version métro de Paris est un ensemble de matériels destiné à l'information des voyageurs que la RATP a installé sur l'ensemble des lignes du métro parisien. Ils permettent de connaître les temps d'attente avant les prochains trains et sur les lignes 4 et 14, de transmettre des messages d'information.
La seconde génération d'écrans SIEL se généralisera à l'ensemble du réseau entre 2024 et 2025, à l'instar du fonctionnement de ceux des lignes 4 et 14.

## Première génération

### Histoire

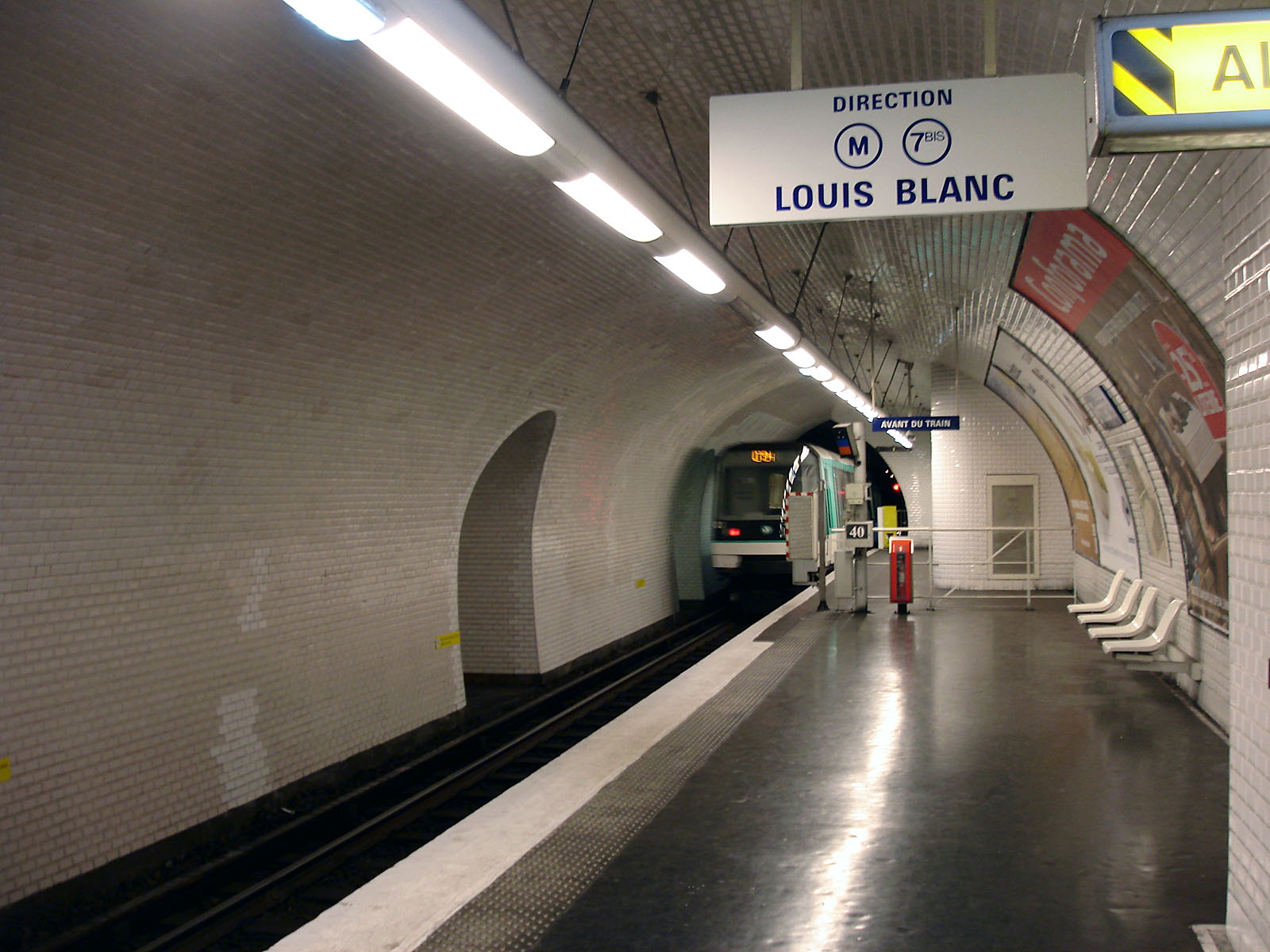
L'écran SIEL remplace l'ancien panneau directionnel, comme ici à Botzaris.

La RATP a dans un premier temps testé trois versions d’affichage pour le système SIEL sur les lignes 3 et 13 en 1997 et 1998. Ces tests ont permis de choisir la meilleure interface pour les voyageurs en fonction d'études auprès de la clientèle. Sur la ligne 3, les panneaux à base d'écrans à tube cathodique testés à Havre - Caumartin étaient plus complets que sur la ligne 13 puisqu'ils donnaient ainsi l’indication de la direction et du temps d'attente pour les trois prochains trains.
Cependant, la préférence des voyageurs est allée à la version plus simple de la ligne 13, qui indique seulement les deux prochains trains via des afficheurs à diodes. Cette solution, retenue en 1999, est progressivement installée sur cette ligne en 2000 puis sur la ligne 4 en 2001. Ces afficheurs, nommés panneau indicateur de quais (PIQ), sont mis en service en novembre 2002 pour la ligne 13 et en décembre de la même année pour la ligne 4. Après les lignes 4 et 13, ce sont les lignes 1 et 7 qui ont été équipées de façon simultanée début 2004. Puis, en mai 2005, ce fut au tour des lignes 11 et 2, dans un intervalle de temps très restreint de bénéficier de ce système. Les lignes 5, 8, 9 et 12 sont équipées en 2006,. Fin 2007 jusqu'à debut 2008, SIEL est installé dans les stations de la ligne 6.
Depuis juillet 2008, les horaires en temps réel sont disponibles sur Internet, sur le site de la RATP. Après avoir choisi une station, l'utilisateur indique la ligne et la direction, et peut alors visualiser le temps d'attente des quatre prochains trains correspondant à son choix. Fin 2009-début 2010, les lignes 3 bis et 7 bis sont les dernières à être équipées de SIEL. Sur ces deux lignes, contrairement aux autres, le système n'affiche que le prochain train, et non les deux à venir.

### Fonctionnement

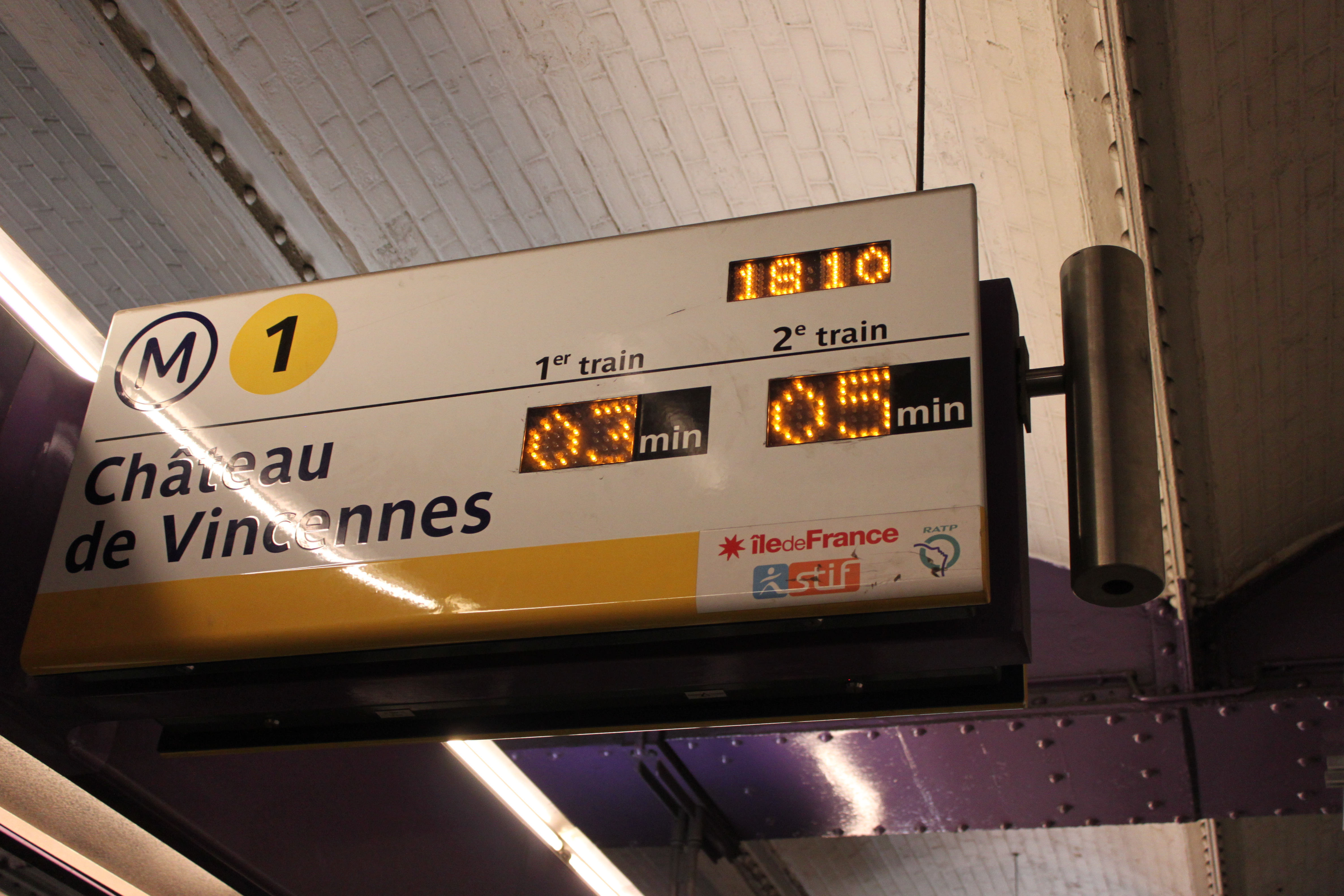
Exemple de panneau SIEL sonorisé (le cylindre en métal à droite de la photo) à la station Palais-Royal, sur la ligne 1.

Dans le métro, ce système s'appuie sur un écran à diodes qui vient remplacer les anciens panneaux de direction en milieu de quai. Il indique le temps d'attente avant les deux prochains trains, ou avant le prochain train si la station est très proche du terminus (dans le sens départ). Dans le cas des lignes à branches (ligne 7 et ligne 13), dans le sens concerné par l'embranchement, ce sont les temps des quatre prochains trains (deux pour chaque branche) ainsi que leur destination qui sont affichés.
Une nouvelle génération sonorisée du système est déployée, seules les lignes 3 bis et 7 bis ont été intégralement équipées d'office. Un haut-parleur accolé au panneau d'affichage annonce l'arrivée de la rame une minute avant son entrée en station ainsi que le temps d'attente de la rame suivante. Le délai d'attente avant le départ du train (terminus) est également indiqué. Si le temps d'attente est important, des temps d'attente intermédiaires (« prochain train dans 4 minutes ») ou (« prochain train dans 7 minutes ») sont annoncés.

### Déploiement

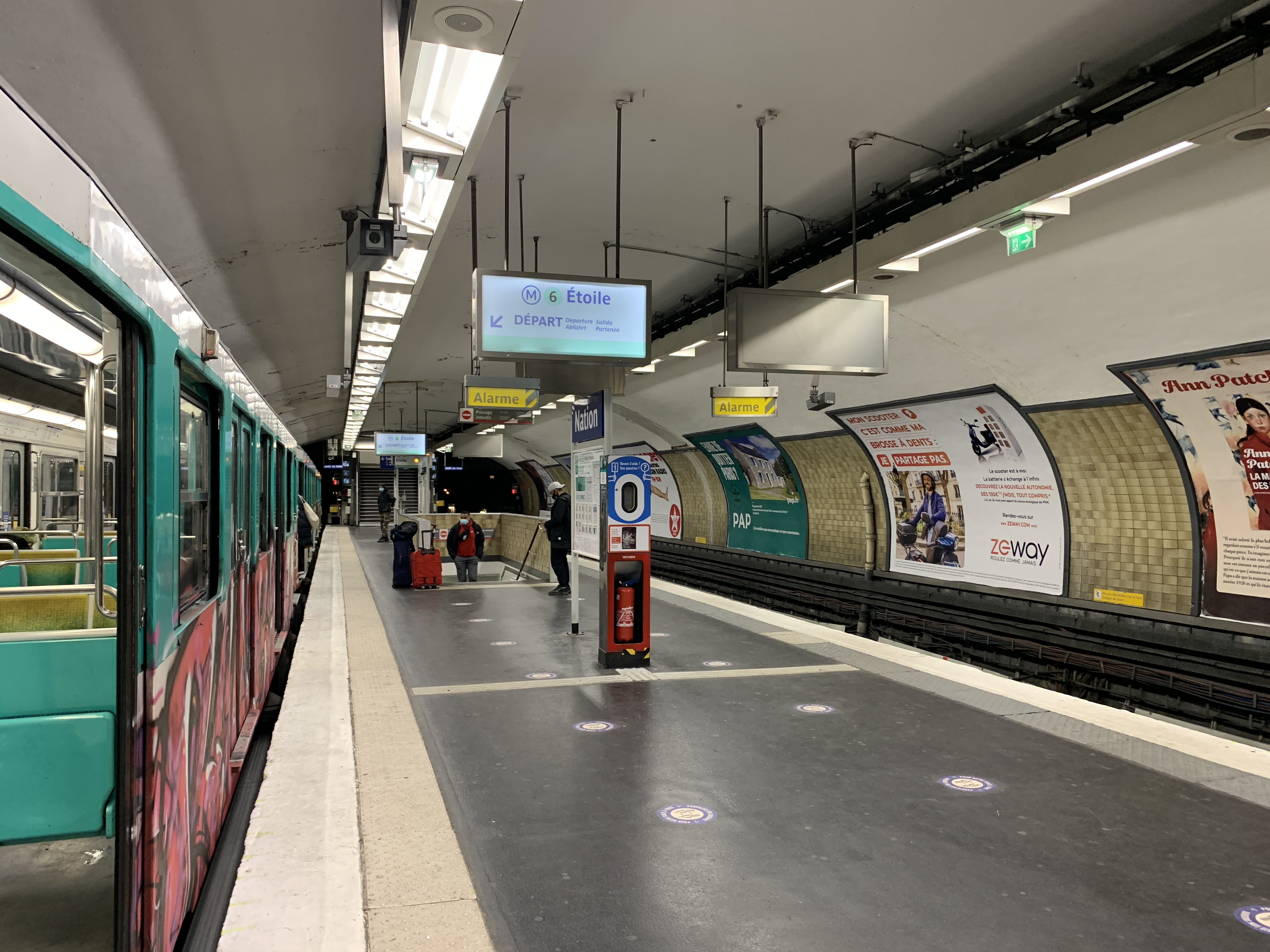
Nation, un panneau indique la voie de départ du prochain train.

Toutes les lignes sont équipées de ce système. L'installation de ce système d'information se réalise en trois étapes : la première consiste à l'installation du moniteur, la deuxième correspond aux branchements de l'ensemble du dispositif, la troisième est la période d'essai permettant de fiabiliser l'ensemble du système SIEL.
À certains terminus, comme celui de la ligne 6 à Nation, un panneau lumineux indique aux voyageurs la voie de départ de la prochaine rame.

### Particularité de la ligne 14

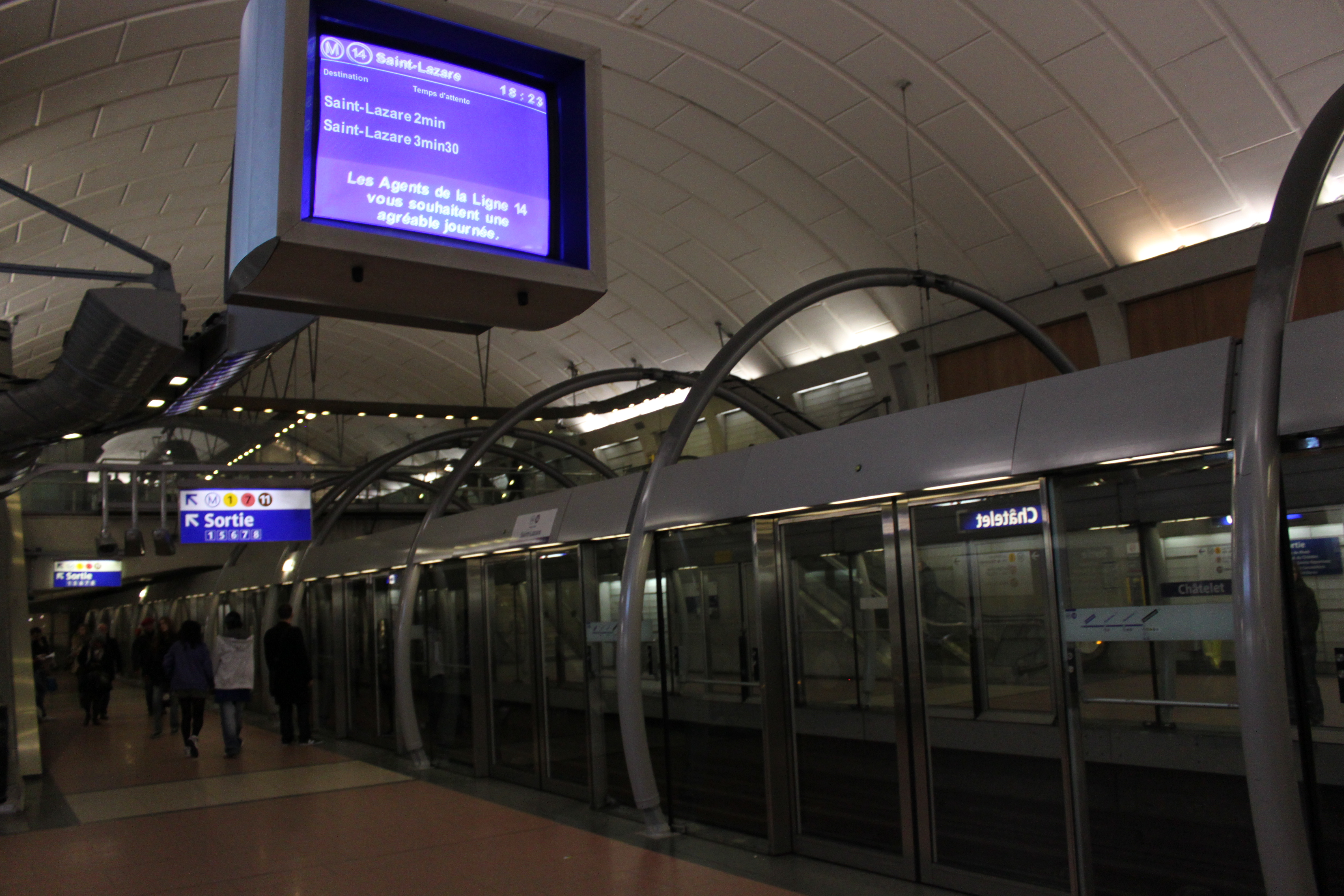
Un ancien moniteur cathodique de la ligne 14 à la station Châtelet.

La ligne 14 étant relativement récente, elle est dotée d'un système spécifique conçu depuis sa création. Elle disposait sur ses quais de moniteurs permettant d'afficher des messages d'information lors de son ouverture en 1998.  À partir de juillet 2004, ces moniteurs peuvent désormais indiquer le temps d'attente à la dizaine de secondes près pour les trois prochains trains. Cette précision est rendue possible par les automatismes et les ordinateurs qui pilotent les rames. Ces écrans étaient initialement de type cathodique (sauf à la station Saint-Lazare qui disposait d'écrans LCD lors de son ouverture au public en 2003, remplacés par des écrans cathodiques en 2005). Au cours de l'année 2016, l'intégralité des écrans cathodiques installés sur la ligne ont été remplacés par de nouveaux écrans LCD (IMAGE).

### Exemples

#### Écrans
- Ligne 3, 01 h 44
Direction Levallois :
- 1er train dans 5 minutes
- 2e train dans 27 minutes.
- Ligne 6, 23 h 02
Direction Nation :
- 1er train dans 5 minutes

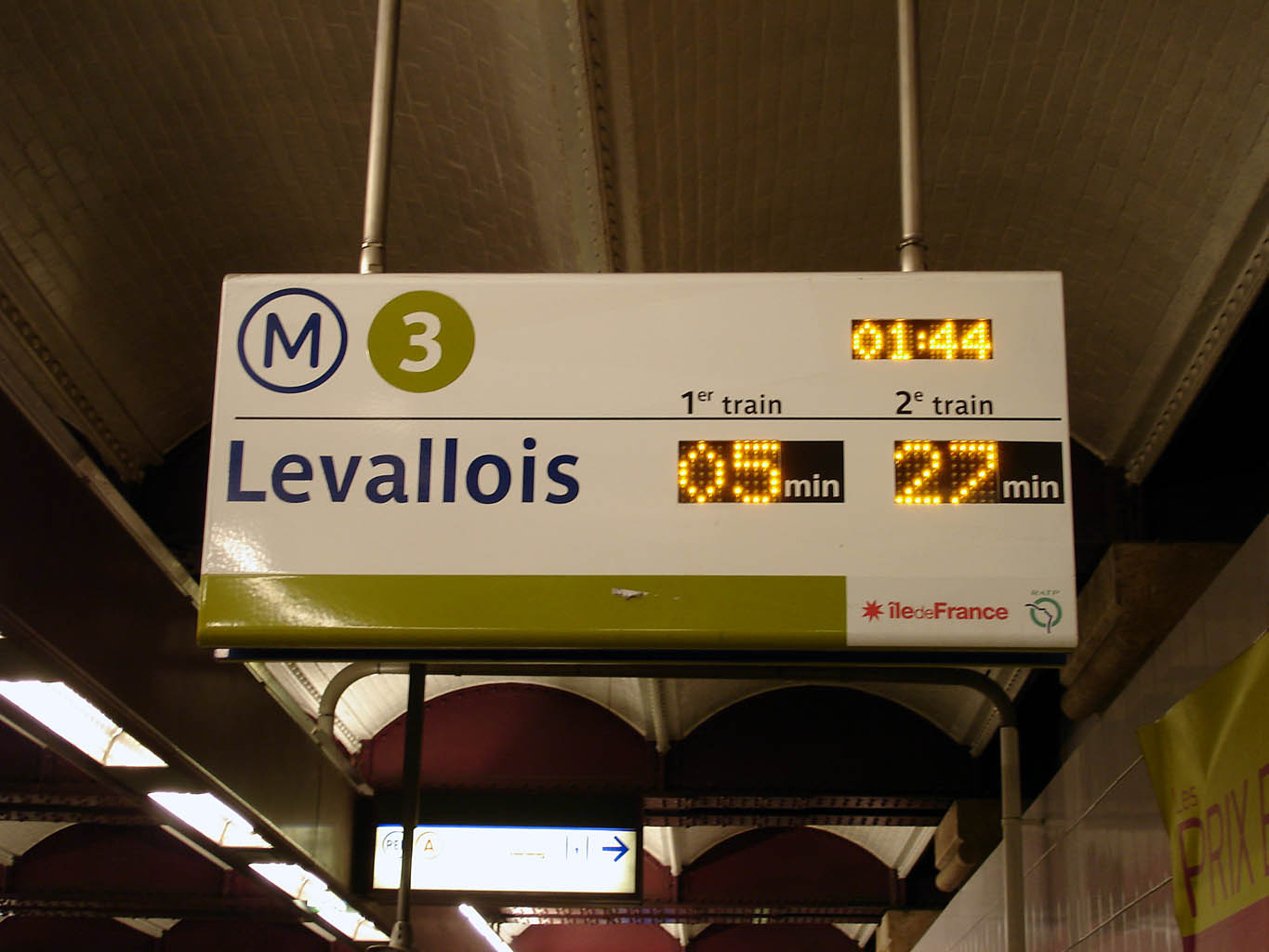
Ligne 3, 01 h 44 Direction Levallois : - 1er train dans 5 minutes - 2e train dans 27 minutes.
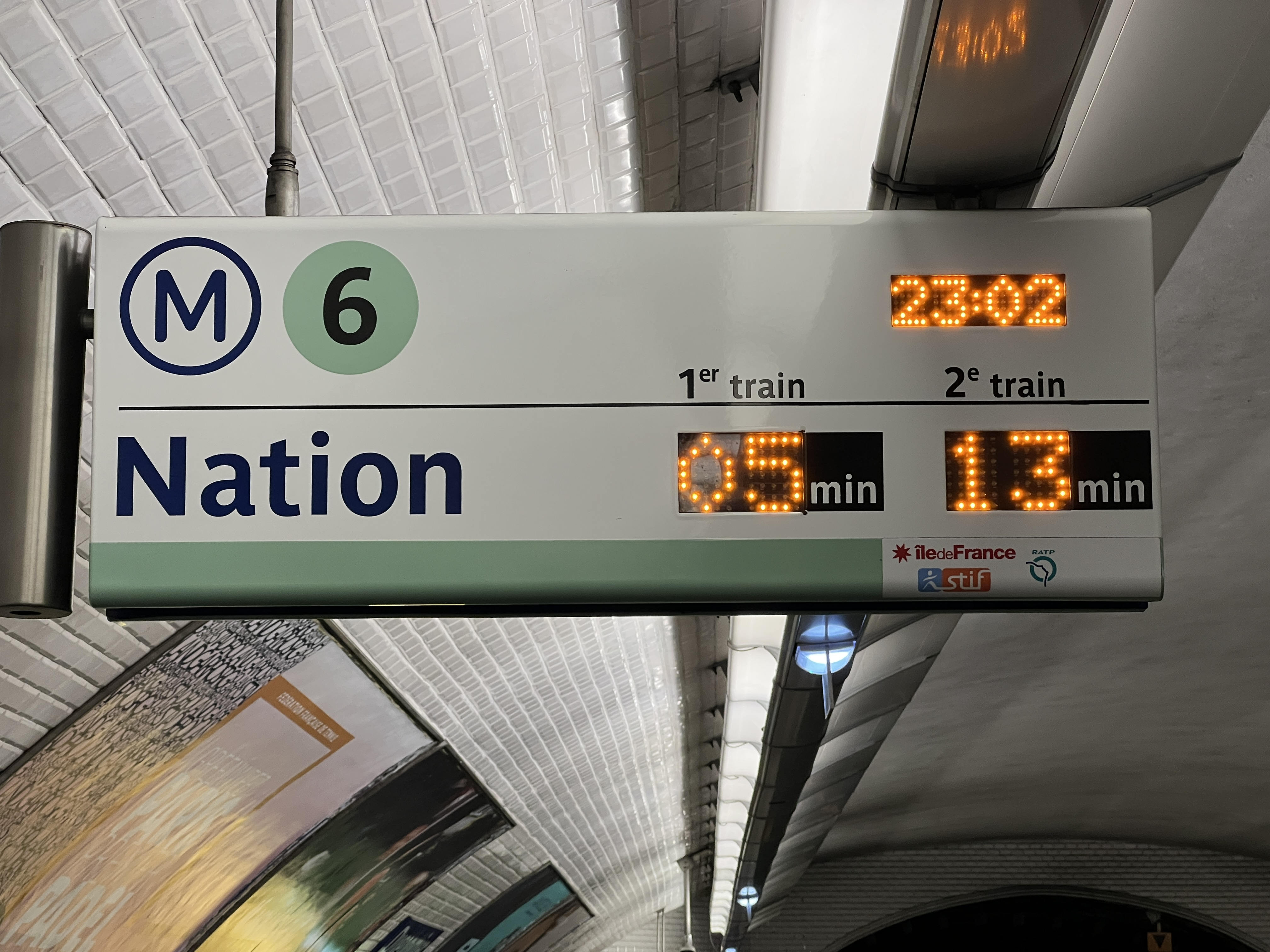
2e train dans 13 minutes. Format compact.
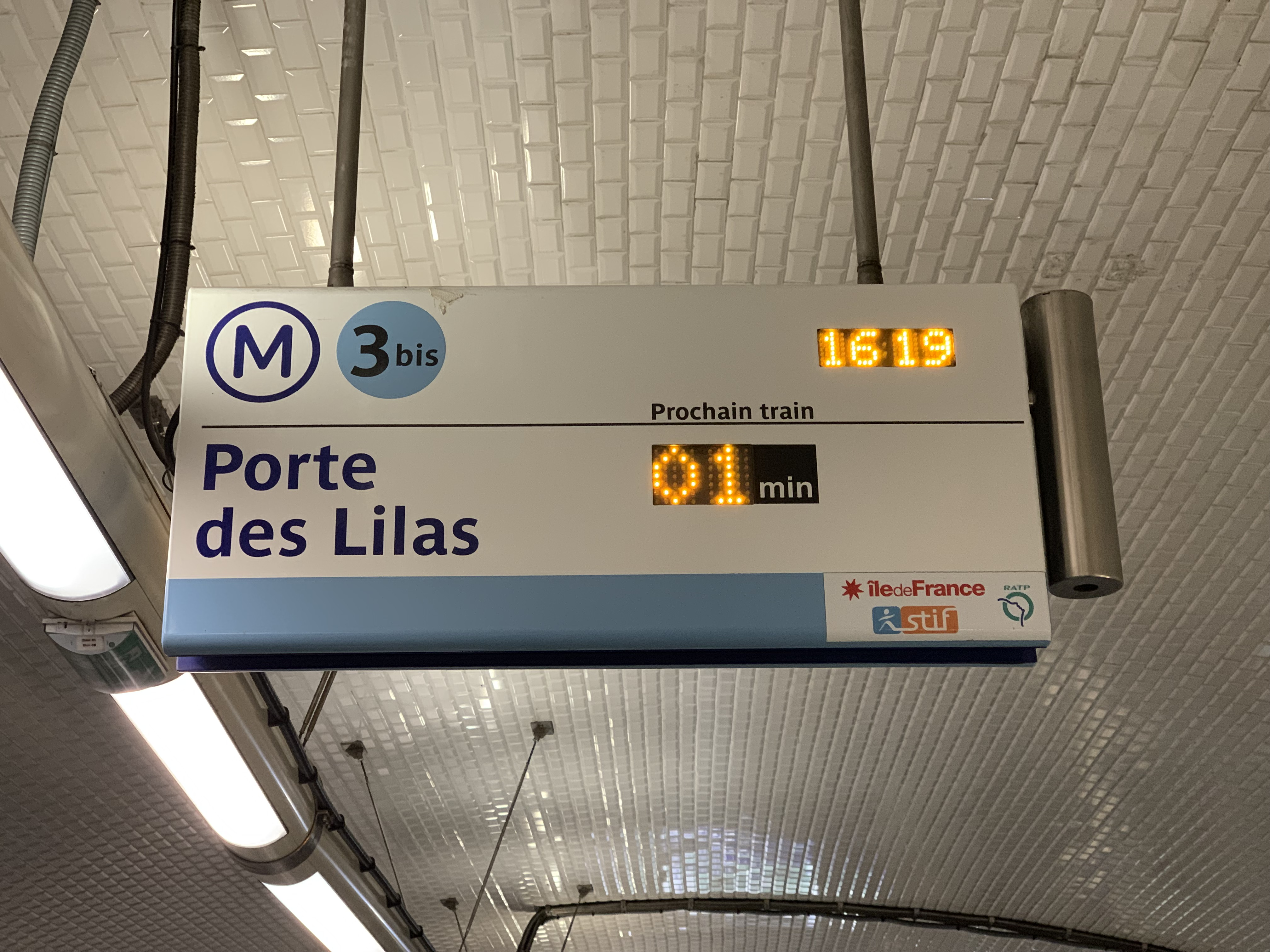
Ligne 3 bis, 16 h 19 Direction Porte des Lilas :
- Prochain train dans
01 minute. Variante des lignes 3 bis et 7 bis.
- Ligne 13, 16 h 28
Direction Saint-Denis (flèche bleue - prochain train) :
- 1er train dans 3 minutes
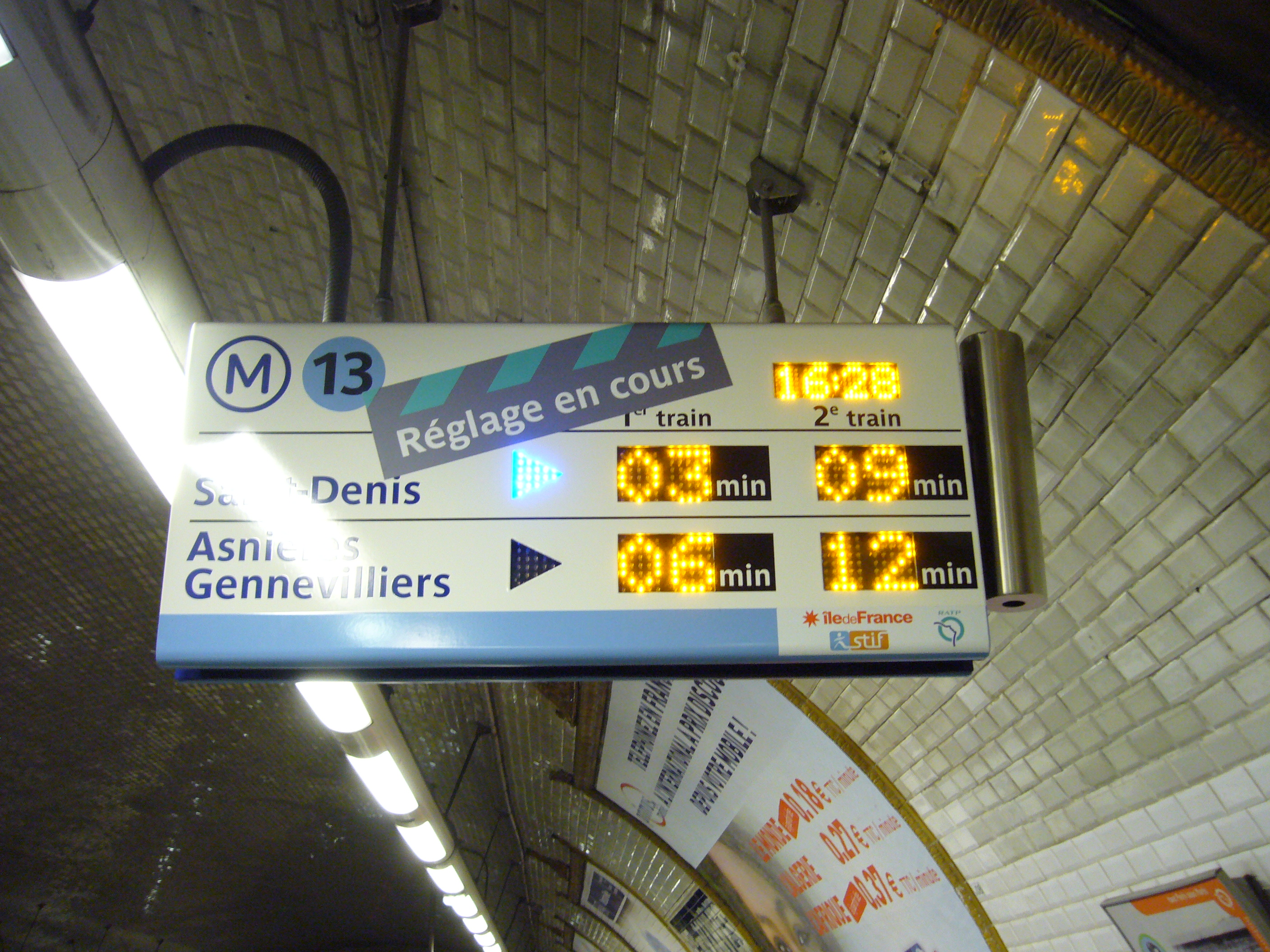
2e train dans 9 minutes Direction Asnières - Gennevilliers (flèche jaune) - (éteinte) :
- 1er train dans 6 minutes
- 2e train dans 12 minutes. Variante des lignes 7 et 13 sur leur tronc commun.
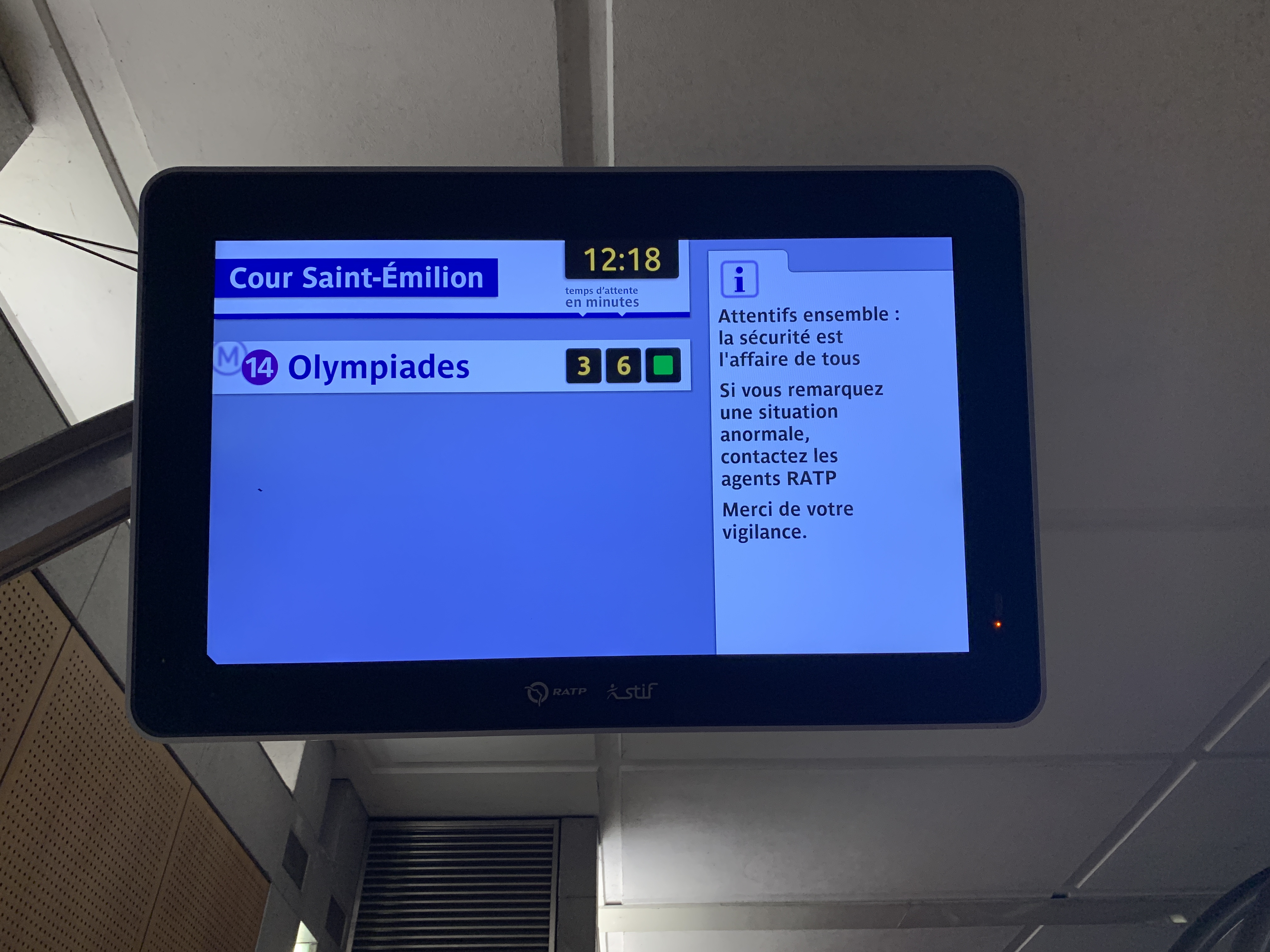
Écran SIEL de la ligne 14 à la station Cour Saint-Émilion avec l'ancien affichage façon « IMAGE ».

#### SIEL sonore
Exemple no 1. À la station Palais-Royal - Musée du Louvre, sur le quai en direction de Château de Vincennes, la voix diffuse « Direction Château de Vincennes, prochain train dans une minute, le suivant dans 5 minutes. »

Exemple no 2. À la station Balard, sur le quai en direction de Créteil, la voix diffuse « Direction Créteil, prochain train dans une minute. »

Exemple no 3. À la station Madeleine, sur le quai en direction de Mairie d'Issy, la voix diffuse « Direction Mairie d'Issy, prochain train dans une minute, le suivant dans 5 minutes. »

### Diffusion par écrans LCD

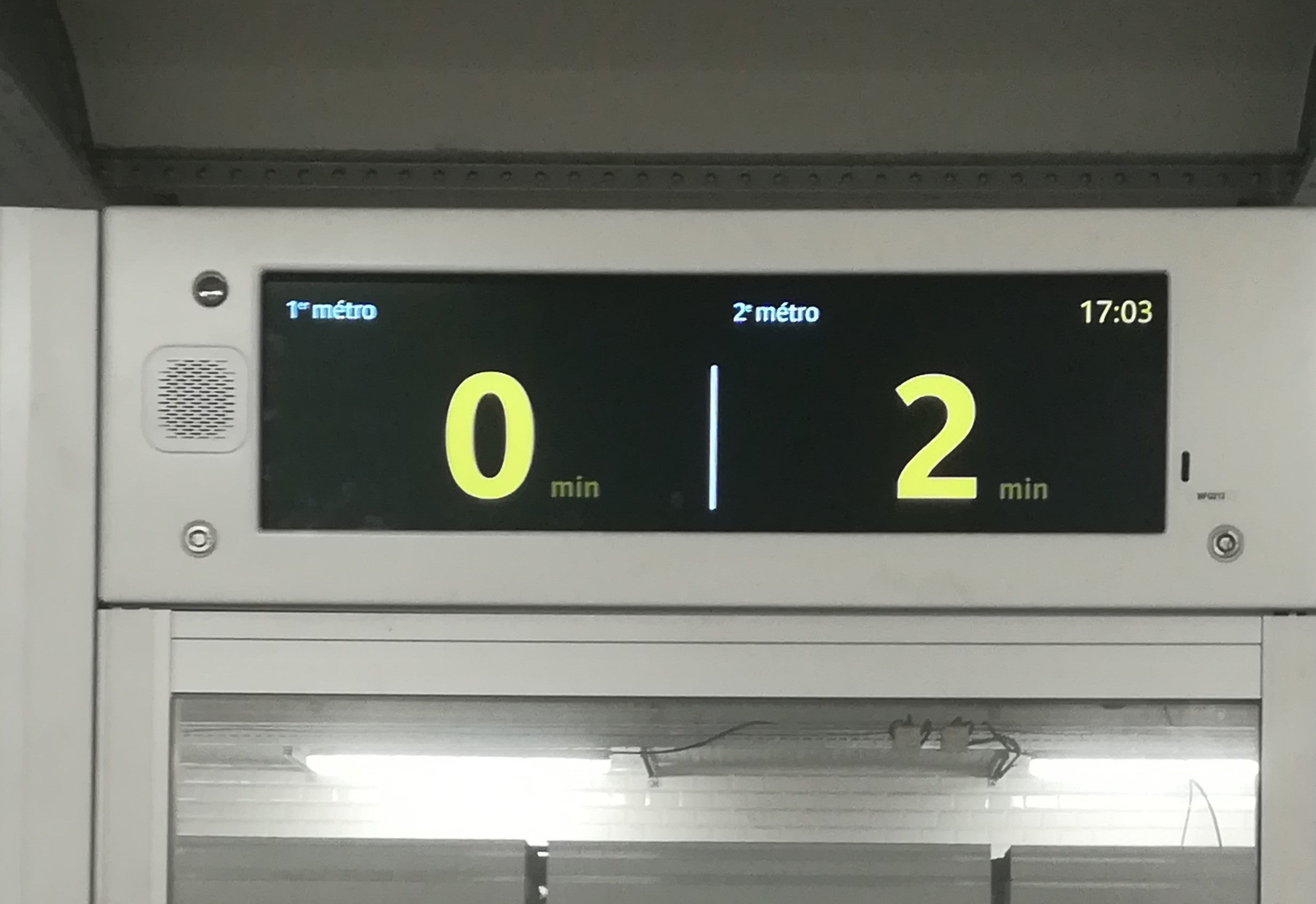
Affichage SIEL de nouvelle génération sur la ligne 4 avec écran intégré dans les portes palières.

Depuis 2018 et en vue de l'automatisation intégrale de la ligne 4 prévue en 2023, des portes palières de nouvelle génération sont en cours d'installation dans plusieurs stations de cette ligne. Outre un design différent, à mi-chemin entre les façades de quai de la ligne 14 et celles des lignes 1 et 13, les portes palières de la ligne 4 présentent la particularité d'intégrer directement dans leurs parties supérieures des écrans LCD SIEL annonçant les prochaines rames, mettant fin ainsi aux panneaux SIEL à diodes installés en 2002. À partir de 2020, ces mêmes écrans diffuseront les informations concernant les lignes en correspondances. Ces écrans pourront en outre servir à diffuser des informations ponctuelles à l'instar des écrans de la ligne 14.
En 2020, les écrans de la ligne 14, bien que restants inchangés, adoptent un affichage similaire à ceux des portes palières de la ligne 4. En plus de reprendre les temps d'attente des deux prochains métros, cet affichage intègre l'information trafic de la ligne et la direction. Avec l'arrivée des nouveaux MP 14 sur la ligne, l'affichage intègre la longueur des prochaines rames, soit à six voitures (MP 89 et MP 05), soit à huit voitures (MP 14), les deux types étant appelés à cohabiter sur la ligne 14 entre 2020 et 2023.

Exemples d'écrans
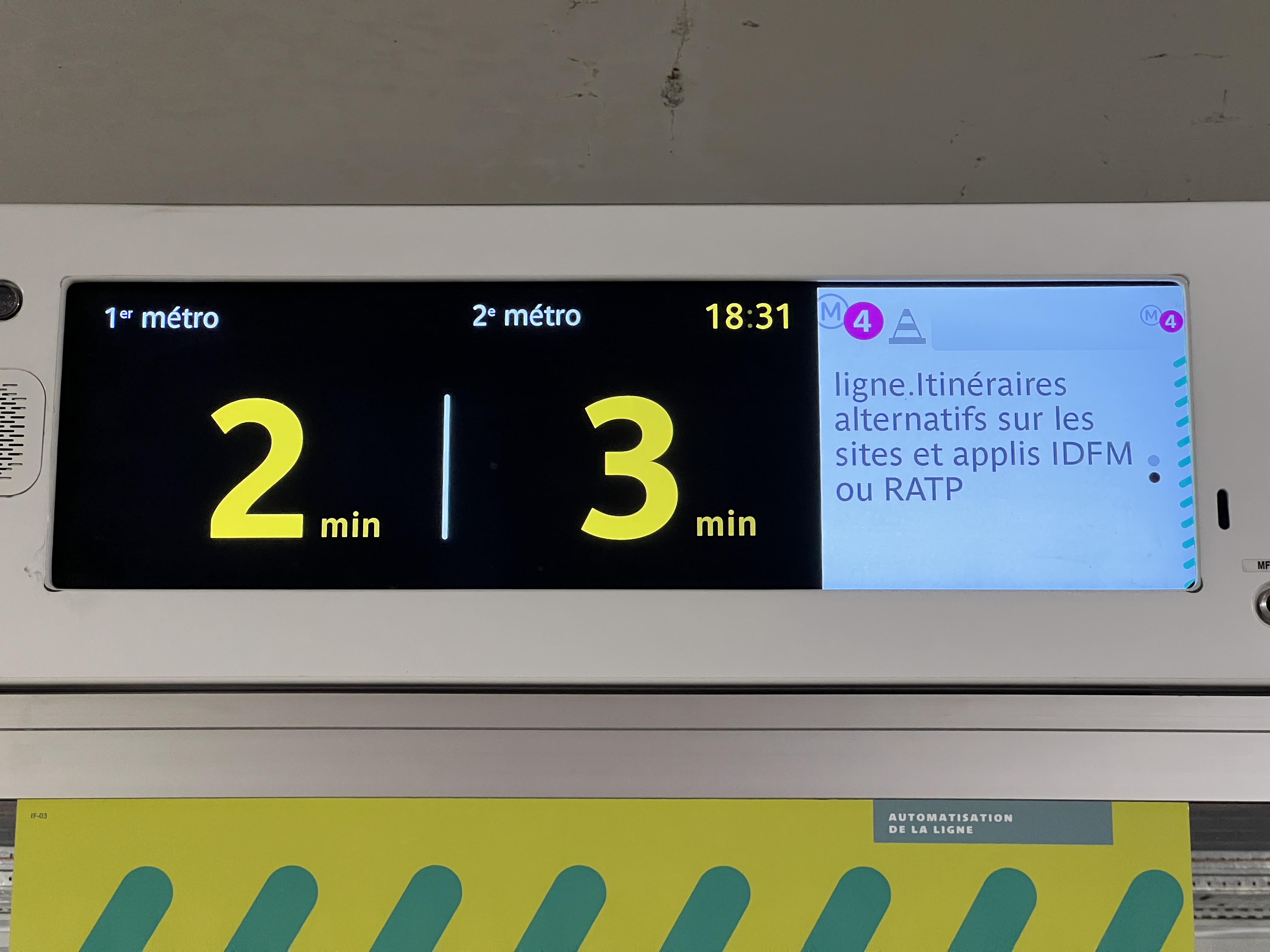
Écran SIEL de la ligne 4 à la station Mouton-Duvernet avec affichage des perturbations.
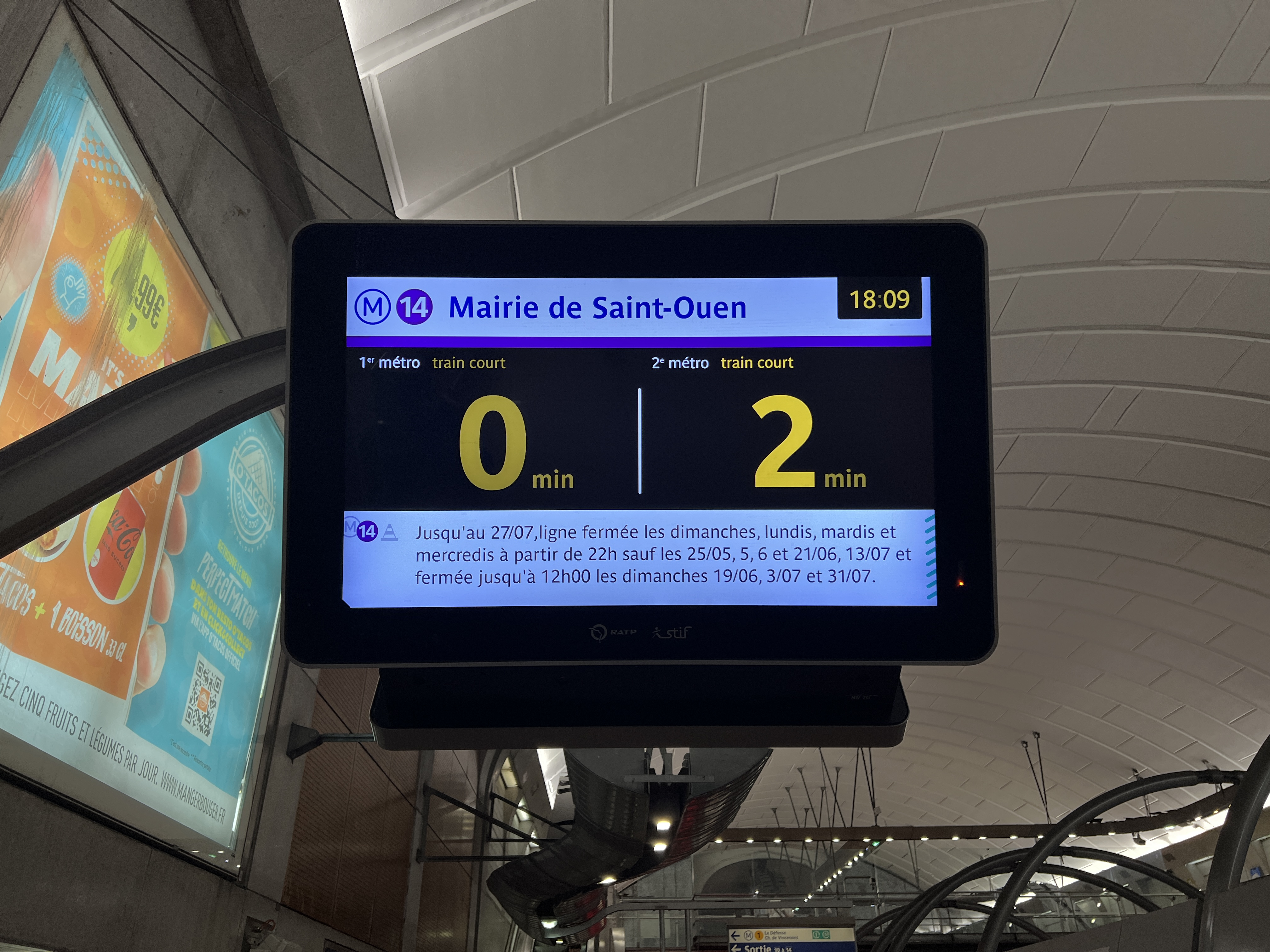
Écran SIEL de la ligne 14 à la station Châtelet avec affichage de la longueur des prochains trains.
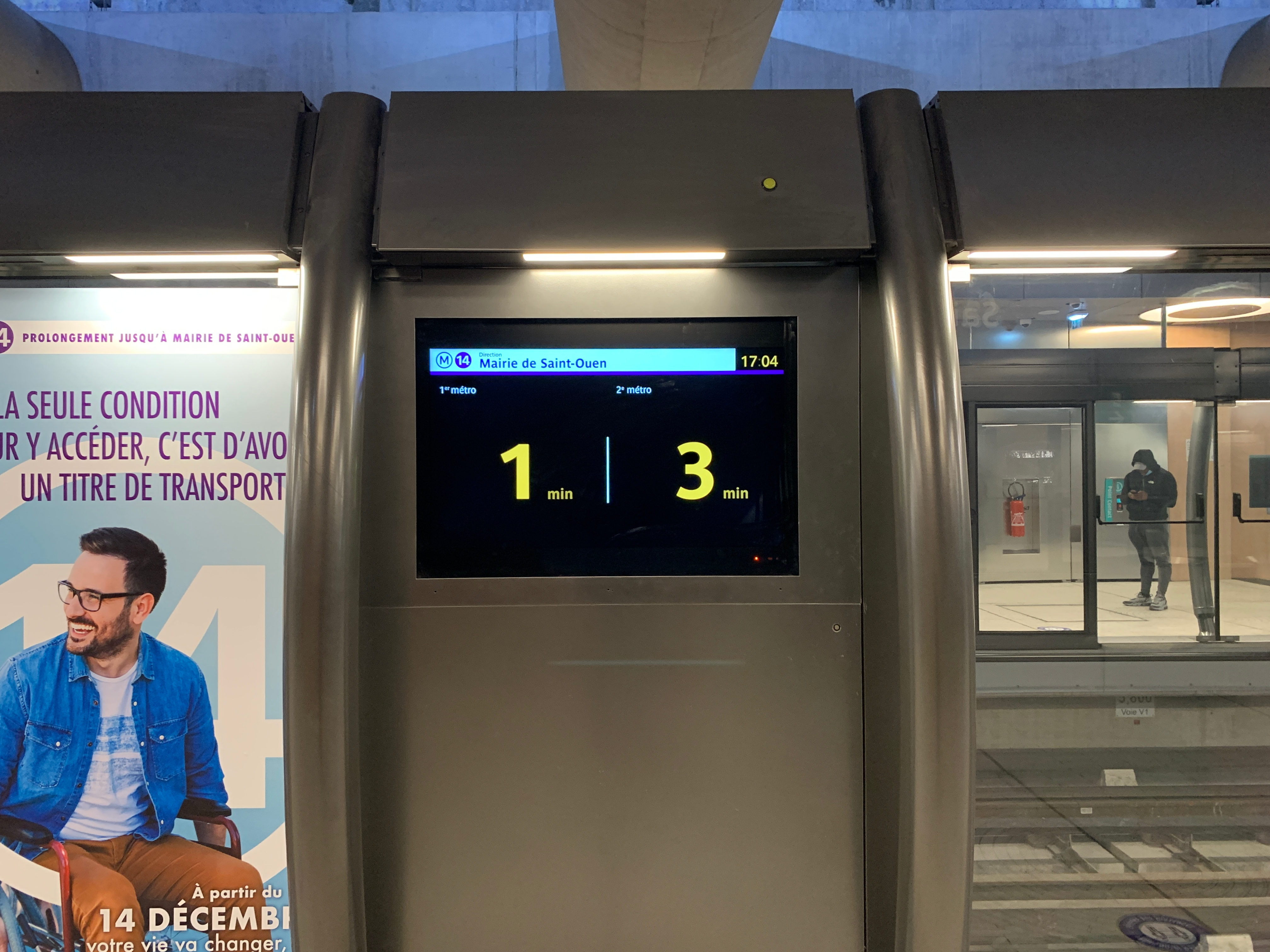
Écran SIEL de la ligne 14 à la station Saint-Ouen intégré dans les portes palières du prolongement.

## Deuxième génération

### Les nouveaux écrans PANAM
Le 17 février 2022, Île-de-France Mobilités annonce un investissement de 15 millions d'euros pour le renouvellement de SIEL sur l'ensemble des lignes entre 2024 et 2025 (à l'exception des lignes 4 et 14 déjà équipées de systèmes spécifiques).
Le renouvellement consiste à remplacer les panneaux existants (les PIQ) à diodes par des écrans LCD comparables à ceux installés sur la ligne 14 et ainsi harmoniser l'information des voyageurs sur l'ensemble du réseau,,.
Les nouveaux afficheurs, dénommés Panneaux d'affichage métro (ou PANAM), afficheront le temps de passage des deux prochains trains dans une direction et également d'afficher de l'information telle qu'une perturbation ou des travaux.
Ils permettront d'avoir une information voyageur plus accessible, d'une maintenance plus facile et disposent d'une consommation d'énergie inférieure au système précédent. Le remplacement à grande échelle avec le nouveau système permettra l'installation de 484 afficheurs dans les 242 stations des 14 lignes concernés,.
Le déploiement débute en décembre 2023 avec l'installation des nouveaux écrans à la station Quai de la Rapée de la ligne 5. Il est prévu d'équiper les lignes 1, 2, 6, 8, 9, 10, 11 et 12 avant les jeux olympiques et paralympiques d'été de 2024 puis les lignes 3, 3 bis, 7, 7 bis et 13 après ces derniers,. Les deux stations Invalides et Saint-Denis - Porte de Paris de la ligne 13 seront équipés en amont des jeux.

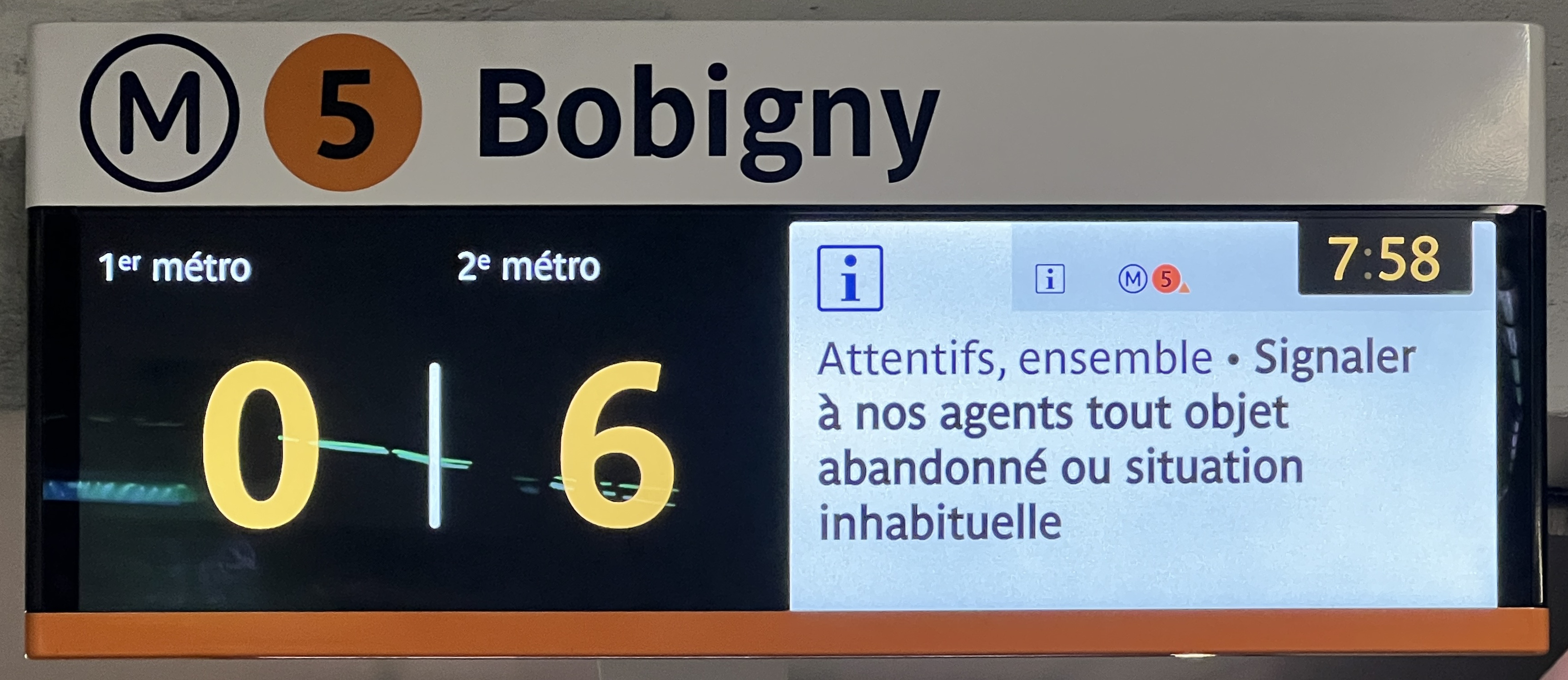
Affichage SIEL de nouvelle génération (PANAM) à la station Gare de l'Est sur la ligne 5.
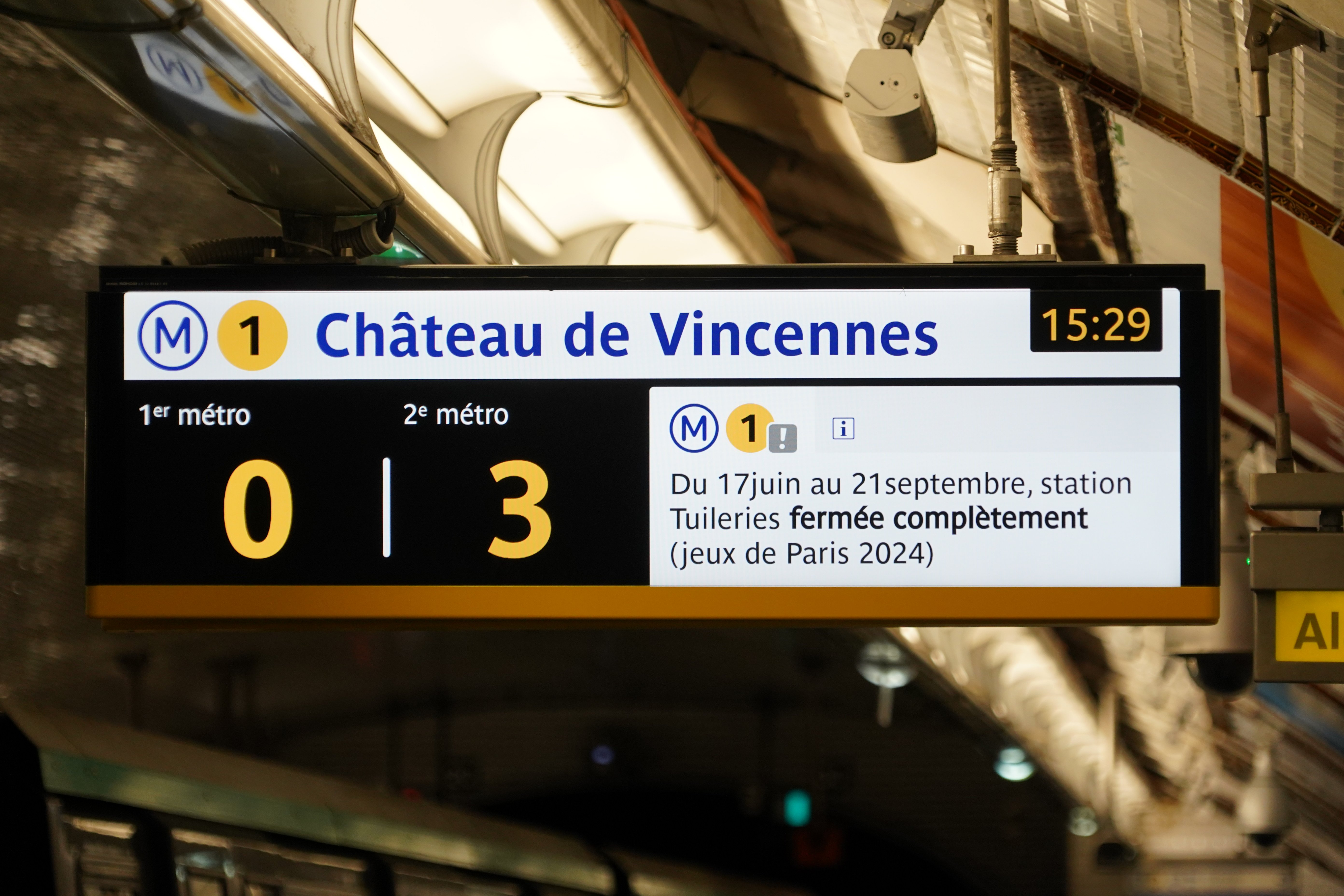
Version compacte à la station Porte Maillot sur la ligne 1. La plaque émaillée est absente, l'écran affichant ce qui est normalement inscrit dessus.
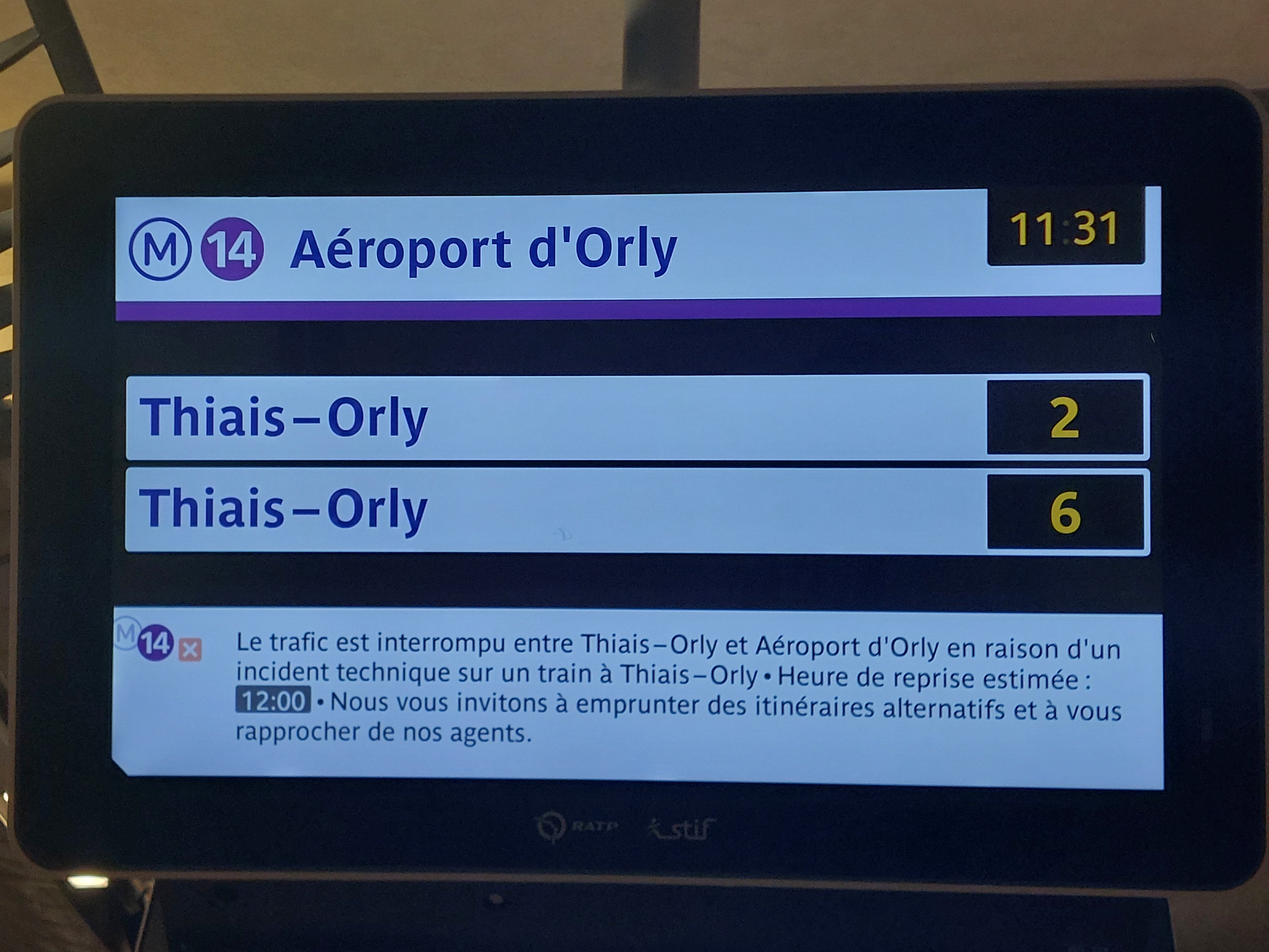
Affichage SIEL en service partiel à la station Gare de Lyon sur la ligne 14.
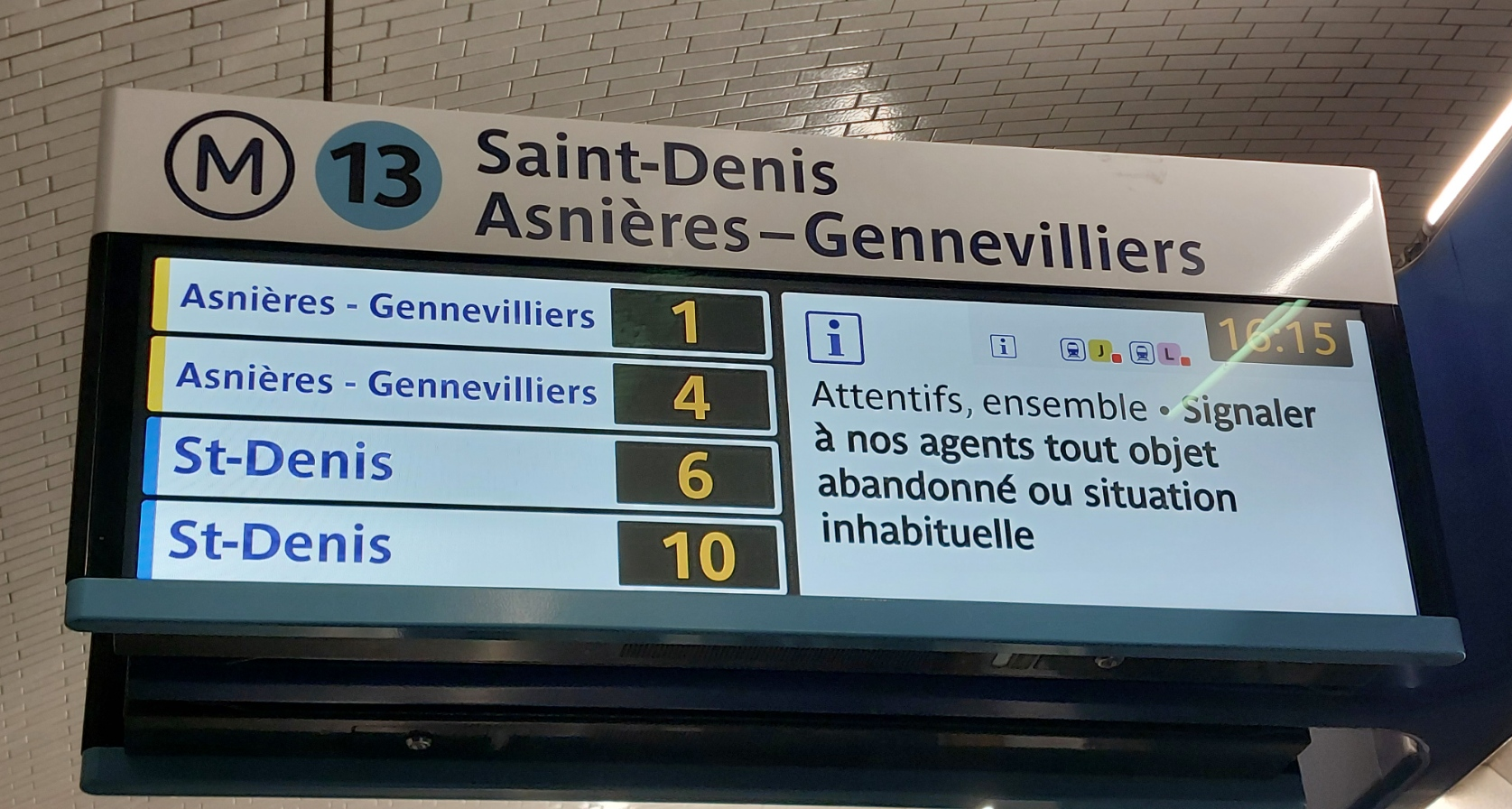
Version multidirectionnelle à la station Invalides sur la ligne 13.

| Date                             | Ligne                                    |
| -------------------------------- | ---------------------------------------- |
| Entre décembre 2023 et mars 2024 | (M) · (5)                                |
| Entre mars et juillet 2024       | (2 stations)                             |
| Après les jeux olympiques        | (M) · (3) · (3bis) · (7) · (7bis) · (13) |